# Roy (Utah)
Roy és una població dels Estats Units a l'estat de Utah. Segons el cens del 2000 tenia 32.885 habitants.

## Demografia
Segons el cens del 2000, Roy tenia 32.885 habitants, 10.689 habitatges, i 8.604 famílies. La densitat de població era de 1.670,7 habitants per km².
Dels 10.689 habitatges en un 46,5% hi vivien nens de menys de 18 anys, en un 65,8% hi vivien parelles casades, en un 10,3% dones solteres, i en un 19,5% no eren unitats familiars. En el 15,8% dels habitatges hi vivien persones soles el 5,8% de les quals corresponia a persones de 65 anys o més que vivien soles. El nombre mitjà de persones vivint en cada habitatge era de 3,06 i el nombre mitjà de persones que vivien en cada família era de 3,43.
Per edats la població es repartia de la següent manera: un 33,5% tenia menys de 18 anys, un 11,6% entre 18 i 24, un 30,6% entre 25 i 44, un 16,1% de 45 a 60 i un 8,3% 65 anys o més.
L'edat mediana era de 28 anys. Per cada 100 dones de 18 o més anys hi havia 94,7 homes.
La renda mediana per habitatge era de 49.611 $ i la renda mediana per família de 53.763 $. Els homes tenien una renda mediana de 37.286 $ mentre que les dones 23.793 $. La renda per capita de la població era de 17.794 $. Entorn del 4,2% de les famílies i el 5,5% de la població estaven per davall del llindar de pobresa.

## Poblacions més properes
El següent diagrama mostra les poblacions més properes.